# Amphinemura singularis
Amphinemura singularis är en bäcksländeart som beskrevs av Zhu, F. och Ding Yang 2002. Amphinemura singularis ingår i släktet Amphinemura och familjen kryssbäcksländor. Inga underarter finns listade i Catalogue of Life.